# École supérieure d'art d'Aix-en-Provence
L'école supérieure d’art d’Aix-en-Provence (ESAAix), créée en 1765 par le duc de Villars, alors gouverneur de Provence, forme des artistes et des créateurs.
L’école poursuit sa mission générale d’enseignement supérieur, assignée aux écoles d’art, sous la tutelle pédagogique du ministère de la Culture.
Elle rouvre ses portes en 1973, à proximité du Pavillon de Vendôme, dans la rue Émile-Tavan. Le bâtiment est conçu dans un style architectural moderne, permettant une certaine modularité des espaces. Conçu par Claude Pradel-Lebar, il reçoit le label Architecture contemporaine remarquable en octobre 2019.
L'école détient des ateliers dit classique, tels que peinture, sérigraphie, vidéo, volume. Mais elle se modernise aussi en intégrant des ateliers hypermedia, 3D, mécatronique, meta-atelier, temps-réel et son. Il existe d'ailleurs une sixième année, en plus du cursus licence (bac+3) et master (bac+5), réservée aux étudiants en son et nommée Locus Sonus.

## La mention A-RT | Art Temps Réel
L'école supérieure d'art d'Aix-en-Provence délivre un DNSEP dans l'option Art, habilité au grade de master. Elle propose une mention Art Temps Réel (A-RT) à ce master qui qualifie un parcours dans la phase Projet (année 4 et 5) du cursus.
La mention A-RT regroupe et recoupe de façon transdisciplinaire des pratiques dites "techno-numériques" autour d'une pensée artistique qui interroge et met en œuvre les flux d'information. Elle s'intéresse aux formes et aux pratiques pour lesquelles le résultat est variable, renouvelable ou dépendant d'un point d'entrée donné et de données évolutives. On peut citer les processus informatiques génératifs, transformateurs, ou interactifs ; on pourra également inclure d'autres techniques et pratiques, par exemple une activité de dessin pourrait entrer dans ce champ si l'on considère le processus avant le résultat.
D'une façon générale, elle s'intéresse aux pratiques qui, quelles que soient les techniques ou les modalités utilisées, considèrent et mettent en œuvre des processus et génèrent ou engagent des temporalités spécifiques.
Mise en place lors de l'année universitaire 2013-2014, les premiers DNSEP avec mention A-RT sont attendus pour la fin de l'année universitaire 2014-2015.

## Anciens élèves
- Jasmine Anteunis
- Henri Guibal